# Борлі
Борли́ (каз. Бөрілі) — село у складі Бокейординського району Західноказахстанської області Казахстану. Адміністративний центр сільського округу імені Теміра Масіна.
У радянські часи село називалось Бурлі.
Населення — 996 осіб (2021; 1277 у 2009, 1108 у 1999, 950 у 1989).